# Scottish FA Cup 1986/87
Der Scottish FA Cup wurde 1986/87 zum 102. Mal ausgespielt. Der wichtigste schottische Fußball-Pokalwettbewerb, der vom Schottischen Fußballverband geleitet wurde, begann am 6. Dezember 1986 und endete mit dem Finale am 16. Mai 1987 im Hampden Park von Glasgow. Als Titelverteidiger startete der FC Aberdeen in den Wettbewerb, der sich im Finale des letzten Jahres gegen Heart of Midlothian durchsetzte, und zum sechsten Mal den Schottischen Pokal gewinnen konnte. Im Endspiel der diesjährigen Austragung standen sich der FC St. Mirren und Dundee United gegenüber. Die Saints aus Paisley gewannen das Finale durch einen 1:0-Sieg nach Verlängerung durch ein Tor von Ian Ferguson und errangen zum dritten Mal nach 1926 und 1959 den Pokal in Schottland. Durch den Pokalsieg nahm der Verein im folgenden Jahr am Europapokal der Pokalsieger teil und schied dort in der 2. Runde am späteren Sieger aus Belgien, dem KV Mechelen aus.

## 1. Runde
Ausgetragen wurden die Begegnungen am 6. und 13. Dezember 1986. Das Wiederholungsspiel fand am 13. Dezember 1986 statt.
|                  | Ergebnis |                       |
| ---------------- | -------- | --------------------- |
| Albion Rovers    | 2:1      | FC Arbroath           |
| Ayr United       | 3:1      | Annan Athletic        |
| FC Caledonian    | 2:2      | Alloa Athletic        |
| FC Peterhead     | 1:0      | FC East Stirlingshire |
| Stirling Albion  | 3:0      | FC Cowdenbeath        |
| Forres Mechanics | 0:1      | Berwick Rangers       |

### Wiederholungsspiel
|                | Ergebnis |               |
| -------------- | -------- | ------------- |
| Alloa Athletic | 0:1      | FC Caledonian |

## 2. Runde
Ausgetragen wurden die Begegnungen zwischen dem 10. Januar und 4. Februar 1987. Die Wiederholungsspiele fanden am 21. und 28. Januar 1987 statt.
|                  | Ergebnis |                      |
| ---------------- | -------- | -------------------- |
| FC Rothes        | 1:3      | FC Peterhead         |
| FC Stranraer     | 1:1      | Ayr United           |
| FC Caledonian    | 5:0      | FC Spartans          |
| Stirling Albion  | 0:1      | Meadowbank Thistle   |
| Raith Rovers     | 4:0      | FC Vale of Leithen   |
| FC St. Johnstone | 4:1      | FC Queen’s Park      |
| FC Stenhousemuir | 0:0      | Berwick Rangers      |
| Albion Rovers    | 1:2      | FC Whitehill Welfare |

### Wiederholungsspiele
|                 | Ergebnis |                  |
| --------------- | -------- | ---------------- |
| Ayr United      | 2:0      | FC Stranraer     |
| Berwick Rangers | 2:0      | FC Stenhousemuir |

## 3. Runde
Ausgetragen wurden die Begegnungen zwischen dem 31. Januar 1988 und 7. Februar 1987. Die Wiederholungsspiele fanden am 4. und 9. Februar 1987 statt.
|                     | Ergebnis |                      |
| ------------------- | -------- | -------------------- |
| Berwick Rangers     | 0:2      | Greenock Morton      |
| Brechin City        | 2:2      | FC Dumbarton         |
| Dundee United       | 1:1      | Airdrieonians FC     |
| Heart of Midlothian | 0:0      | FC Kilmarnock        |
| Hibernian Edinburgh | 2:0      | Dunfermline Athletic |
| FC Montrose         | 1:2      | Forfar Athletic      |
| FC Peterhead        | 2:0      | FC Clyde             |
| Queen of the South  | 0:1      | Raith Rovers         |
| Glasgow Rangers     | 0:1      | Hamilton Academical  |
| FC St. Mirren       | 3:0      | FC Caledonian        |
| FC Aberdeen         | 2:2      | Celtic Glasgow       |
| FC Dundee           | 2:2      | FC East Fife         |
| FC Falkirk          | 0:0      | FC Clydebank         |
| Meadowbank Thistle  | 2:0      | Ayr United           |
| FC Motherwell       | 3:1      | Partick Thistle      |
| FC St. Johnstone    | 4:0      | FC Whitehill Welfare |

### Wiederholungsspiele
|                  | Ergebnis |                     |
| ---------------- | -------- | ------------------- |
| Celtic Glasgow   | 0:0      | FC Aberdeen         |
| FC Dumbarton     | 2:3      | Brechin City        |
| FC Kilmarnock    | 1:1      | Heart of Midlothian |
| Airdrieonians FC | 1:2      | Dundee United       |
| FC Clydebank     | 3:1      | FC Falkirk          |
| FC East Fife     | 1:4      | FC Dundee           |

### 2. Wiederholungsspiele
|               | Ergebnis |                     |
| ------------- | -------- | ------------------- |
| FC Aberdeen   | 0:1      | Celtic Glasgow      |
| FC Kilmarnock | 1:3      | Heart of Midlothian |

## Achtelfinale
Ausgetragen wurden die Begegnungen am 21. Februar 1987. Die Wiederholungsspiele fanden am 25. Februar und 2. März 1987 statt.
|                     | Ergebnis |                     |
| ------------------- | -------- | ------------------- |
| Brechin City        | 0:1      | Dundee United       |
| FC Clydebank        | 1:0      | Hibernian Edinburgh |
| FC Dundee           | 1:1      | Meadowbank Thistle  |
| Hamilton Academical | 1:2      | FC Motherwell       |
| Heart of Midlothian | 1:0      | Celtic Glasgow      |
| Greenock Morton     | 2:3      | FC St. Mirren       |
| Raith Rovers        | 2:2      | FC Peterhead        |
| FC St Johnstone     | 1:2      | Forfar Athletic     |

### Wiederholungsspiele
|                    | Ergebnis |              |
| ------------------ | -------- | ------------ |
| Meadowbank Thistle | 1:1      | FC Dundee    |
| FC Peterhead       | 3:3      | Raith Rovers |

### 2. Wiederholungsspiele
|              | Ergebnis |                    |
| ------------ | -------- | ------------------ |
| FC Dundee    | 2:0      | Meadowbank Thistle |
| Raith Rovers | 3:0      | FC Peterhead       |

## Viertelfinale
Ausgetragen wurden die Begegnungen am 14. März 1987. Die Wiederholungsspiele fanden am 17. und 24. März 1987 statt.
|                     | Ergebnis |                 |
| ------------------- | -------- | --------------- |
| FC Clydebank        | 0:4      | FC Dundee       |
| Dundee United       | 2:2      | Forfar Athletic |
| Heart of Midlothian | 1:1      | FC Motherwell   |
| Raith Rovers        | 0:2      | FC St. Mirren   |

### Wiederholungsspiele
|                 | Ergebnis |                     |
| --------------- | -------- | ------------------- |
| FC Motherwell   | 0:1      | Heart of Midlothian |
| Forfar Athletic | 0:2      | Dundee United       |

## Halbfinale
Ausgetragen wurden die Begegnungen am 11. April 1987. 
|                     | Ergebnis |               |
| ------------------- | -------- | ------------- |
| FC Dundee           | 1 2:3 1  | Dundee United |
| Heart of Midlothian | 2 1:2 2  | FC St. Mirren |

## Finale
| FC St. Mirren                          | FC St. Mirren | Dundee United | Dundee United |
| -------------------------------------- | --- | --- | ------------- |
| FC St. Mirren                          | \| Finale \| \| 16. Mai 1987 in Glasgow (Hampden Park) \| \| Ergebnis: 1:0 n. V. \| \| Zuschauer: 46.782 \| \| Schiedsrichter: Kenny Hope \| \| Spielbericht \|                                                                           | \| Finale \| \| 16. Mai 1987 in Glasgow (Hampden Park) \| \| Ergebnis: 1:0 n. V. \| \| Zuschauer: 46.782 \| \| Schiedsrichter: Kenny Hope \| \| Spielbericht \|                                                              | Dundee United |
| FC St. Mirren                          | Campbell Money – Tommy Wilson, Neil Cooper, David Winnie, Derek Hamilton – Ian Ferguson, Billy Abercromby, Brian Hamilton, Paul Lambert (88. Tony Fitzpatrick) – Kenny McDowall (74. Ian Cameron), Frank McGarvey Cheftrainer: Alex Smith | Billy Thomson – John Holt, John Clark, David Narey, Maurice Malpas – Eamonn Bannon, David Bowman, Jim McInally, Ian Redford (116. Paul Hegarty) – Iain Ferguson, Paul Sturrock (76. Kevin Gallacher) Cheftrainer: Jim McLean | Dundee United |
| FC St. Mirren                          | 1:0 Ian Ferguson (111.) | | Dundee United |
| Finale                                 | | |               |
| 16. Mai 1987 in Glasgow (Hampden Park) | | |               |
| Ergebnis: 1:0 n. V.                    | | |               |
| Zuschauer: 46.782                      | | |               |
| Schiedsrichter: Kenny Hope             | | |               |
| Spielbericht                           | | |               |